# 112P/Urata-Niijima
112P/Urata-Niijima, komet Jupiterove obitelji.